# Corneille du Cap
Corvus capensis
Espèce
Statut de conservation UICN

 LC  : Préoccupation mineure
Répartition géographique
La Corneille du Cap (Corvus capensis) est une espèce de passereau de la famille des Corvidae.

## Description

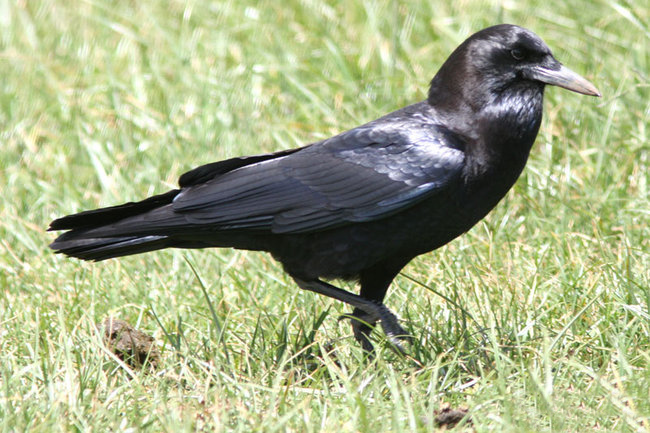
Corneille du Cap en Éthiopie

Cet oiseau est d'une taille légèrement supérieure à la Corneille noire.
Elle a été identifiée parmi les prédateurs de larves de Cirina forda dont elle se nourrit
La principale période de reproduction se situe entre Août et Novembre. La période d'incubation des œufs est de 18 jours et les deux parents se relaient pour couver. Son régime alimentaire est très varié et consiste entre autres de matières végétales (fruits, bulbes et racines), des insectes et quelques petits vertébrés tels les amphibiens ou de petits poulets.

## Répartition et sous-espèces
- C. c. kordofanensis Laubmann, 1919 : Afrique de l'Est ;
- C. c. capensis Lichtenstein, MHK, 1823 : Afrique australe.